# 銀灰蝶
銀灰蝶（学名：Curetis acuta），又名尖翅銀灰蝶、銀背小灰蝶、銀斑小灰蝶、銀小灰蝶，为灰蝶科銀灰蝶屬下的一个种。

## 描述
本種為中大型灰蝶，雌雄二型性明顯。體背黑褐色，腹面銀白。雄蝶頭部黑褐色，被毛，眼周、額下與觸角基部白色；觸角黑褐帶白環，內側裸露。口器褐色有毛，下唇鬚白色前伸，末端黑褐，前三節依序為粗壯、粗壯、扁小。胸背褐色，腹面白；腹部背褐腹淡褐，具乳黃毛筆器。足覆白褐鱗，前足跗節特化癒合，彎曲如鳥喙。
前翅長18-25 mm，呈三角形，後翅近葉狀，臀角突出。翅背黑褐底，前後翅具橙紅色斑；雌蝶則斑塊為白或藍灰色，無毛筆器，前足跗節正常。翅腹銀白色，佈滿黑褐鱗片，外緣並列黑褐小點；緣毛白褐相間，翅脈末端多褐色。

## 分布
本種分布於中國南部、日本、台灣、朝鮮半島、中南半島、印度，棲息於中低海拔地區常綠闊葉樹林
。

## 生態習性
本種幼蟲以豆科老荊藤、水黃皮、山葛、臺灣紅豆樹等植物為食，取食新芽、幼葉或花苞，一年多世代。

## 資料來源
1. 1 2  徐堉峰，梁家源，黃智偉. . 行政院農業委員會林務局. 2020-04. ISBN 9789865440985.
2. 1 2  徐堉峰. . 台中市: 晨星出版社. 2013. ISBN 978-986-177-670-5.

## 外部連結
- 维基共享资源上的相關多媒體資源：銀灰蝶